# Pandrosos Dorsa (quadrangle)

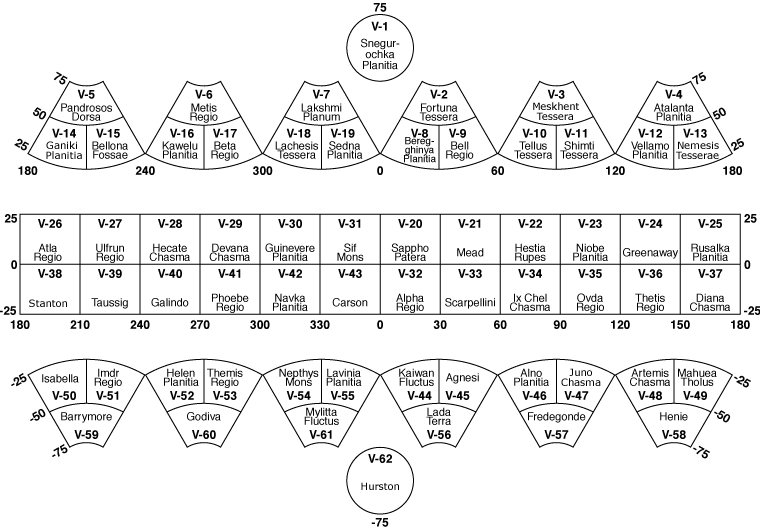
Quadrangles op Venus op schaal 1 : 5.000.000

Pandrosos Dorsa (V–5; breedtegraad 50°–75° N, lengtegraad 180°–240° E) is een quadrangle op de planeet Venus. Het is een van de 62 quadrangles op schaal 1 : 5.000.000. Het quadrangle werd genoemd naar de gelijknamige dorsa die op hun beurt genoemd werden naar Pandrosos, dochter van koning Kekrops van Athene, uit de Griekse mythologie..
Het quadrangle wordt gekenmerkt door een grote reeks lange heuvelruggen (dorsa) die overwegend van noord naar zuid lopen.

## Geologische structuren in Pandrosos Dorsa
Colles
- Marake Colles
- Molpe Colles

Coronae
- Aspasia Corona
- Cassatt Corona
- Cerridwen Corona
- Muzamuza Corona
- Nanen Corona
- Neyterkob Corona
- Ninkarraka Corona
- Nzingha Corona
- Schumann-Heink Corona

Dorsa
- Ahsonnutli Dorsa
- Aida-Wedo Dorsa
- Akuanda Dorsa
- Anpao Dorsa
- Iris Dorsa
- Lauma Dorsa
- Lukelong Dorsa
- Okipeta Dorsa
- Pandrosos Dorsa
- Surupa Dorsa
- Tikoiwuti Dorsa

Fluctus
- Hikuleo Fluctus
- Mamapacha Fluctus
- Turgmam Fluctus

Inslagkraters
- Ahava
- Barsova
- Batya
- Dolores
- Elizabeth
- Evangeline
- Ezraela
- Kelila
- Lonsdale
- Orlova
- Yetta
- Zoya

Montes
- Hallgerda Mons
- Thallo Mons

Paterae
- Izumi Patera

Planitiae
- Atalanta Planitia
- Vinmara Planitia

Tesserae
- Bathkol Tessera
- Virilis Tesserae

Tholi
- Semele Tholi